# Памятник Зое Космодемьянской (Тамбов)
Памятник Зое Космодемьянской — памятник первой женщине — Герою Советского Союза Зое Космодемьянской, установленный в одноимённом сквере на Советской улице в Тамбове.

## История
Скульптор памятника — Матвей Генрихович Манизер, на момент начала работ лауреат Сталинской премии. Ещё в 1942 году М. Г. Манизер начал создавать скульптуру Космодемьянской, она была отлита в бронзе и том же году демонстрировалась в Москве на художественной выставке «Великая Отечественная война». За эту работу Манизер был удостоен второй Сталинской премии. Портрет Зои создавался скульптором по предоставленным её матерью снимкам и посмертным фотографиям из газет. В 1944 году Манизер изготовил вариант скульптуры Космодемьянской для установки на станции московского метро «Измайловский парк культуры и отдыха имени Сталина» (ныне «Партизанская»). Оригинальная скульптура 1942 года в настоящее время хранится в Государственной Третьяковской галерее.
Тамбовский памятник был отлит в 1945 году на заводе «Монументскульптура», новый вариант немного отличался от первоначальной скульптуры 1942 года. Памятник был установлен в сквере перед закрытым в то время Казанским монастырём. Архитектор памятника — Заслуженный деятель искусств Белорусской ССР Иосиф Григорьевич Лангбард. Открытие монумента состоялось в 1947 году.
Согласно описанию в реестре объектов культурного наследия, ранее на месте установки памятника располагалась площадь перед монастырем, затем был разбит сквер, носивший название Казанский. Современное имя в честь Космодемьянской сквер получил после установки памятника. Краевед А. Г. Митрофанов указывает, что сквер был заложен в 1869 году. Вместе с тем встречаются утверждения, что сквер, где установлен памятник, расположен на месте старого монастырского кладбища, где покоились знатные тамбовчане времён Российской империи.
В 1951 году та же модель, по которой была отлита скульптура для Тамбова, была использована при изготовлении ещё одного памятника. Он был установлен в Московском парке Победы в Ленинграде, создание и установка памятника были приурочены к десятой годовщине подвига Зои Космодемьянской.
В 1969 году памятник был включен в список объектов, охраняющихся государством. В настоящее время он находится в реестре объектов культурного наследия России федерального значения.
Тамбовская епархия вынашивает планы по строительству стены вокруг комплекса Казанского монастыря. Согласно проекту 2019 года стена высотой шесть метров должна была пройти в непосредственной близости от памятника Зое Космодемьянской. Была создана петиция и собирались подписи против строительства монастырской стены. Хотя конкурс проектов 2019 года был признан несостоявшимся, тамбовская епархия не отказалась от своих намерений.
В 2023 году памятник был безвозмездно передан из федеральной в муниципальную собственность. Многие тамбовчане опасаются, что этот шаг станет первым к строительству стены вокруг монастыря. В управлении по госохране объектов культурного наследия в ответ на это отметили, что передача памятника в собственность Тамбова связана лишь с вопросами финансирования работ по его содержанию.

## Описание

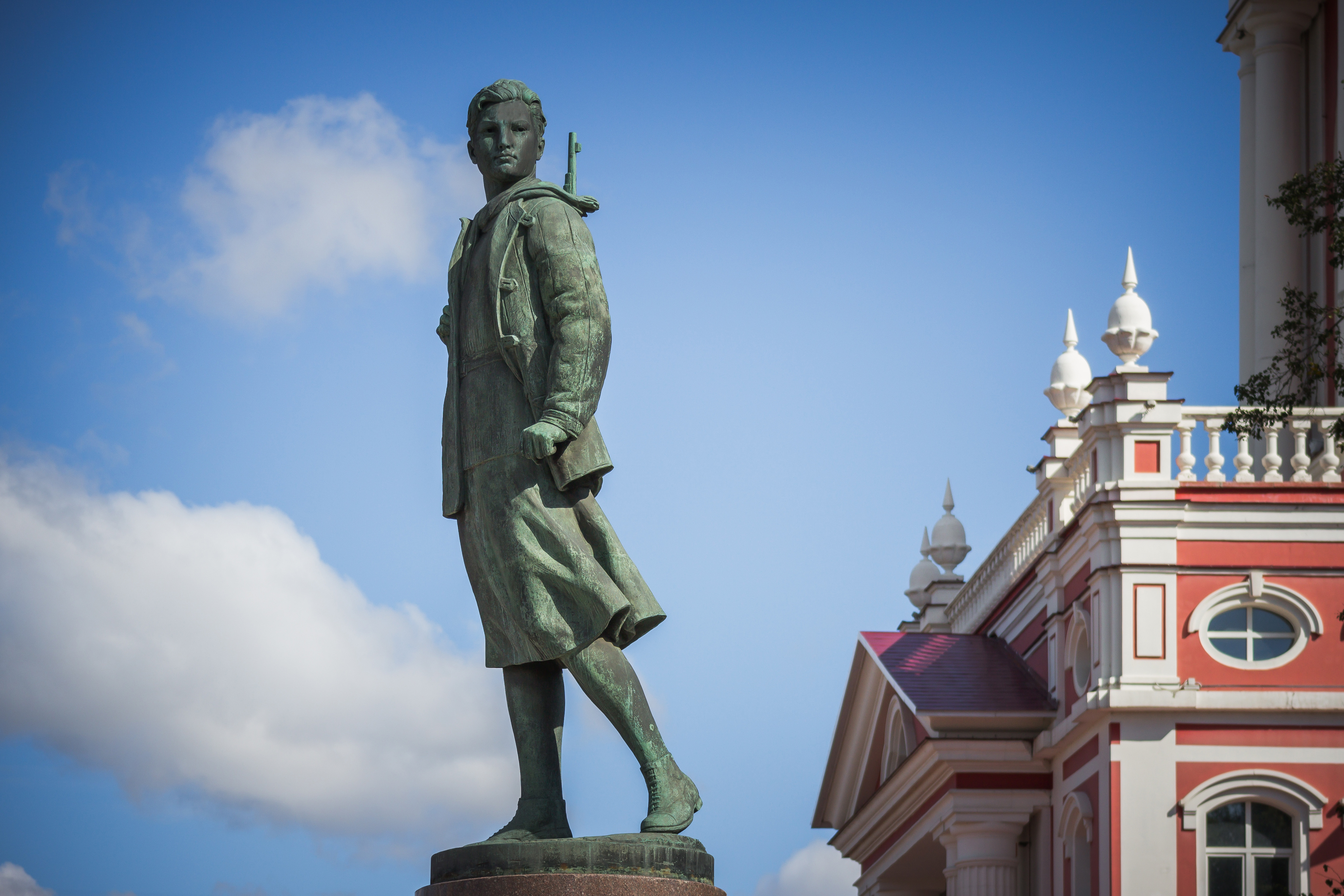
Манизер добился сильного портретного сходства с Зоей

Памятник расположен в центре сквера и обращён к улице Советской. Памятник выполнен из бронзы и имеет высоту 3,5 м, цилиндрический пьедестал скульптуры выполнен из гранита и достигает трёх метров. Постамент находится на округлом подиуме, имеющем три широких лестничных марша со ступенями из красного гранита. Вертикальная часть и ограда лестниц также отделаны красным гранитом, в то время как горизонтальная площадка выложена тонкими плитами гранита серого цвета. Вокруг памятника имеется широкая площадка, вымощенная красной и серой тротуарной плиткой. Отделанная тонкими плитами из красного гранита низкая декоративная стенка отделяет зону вокруг памятника от остального сквера.